# Nosodendron agaboides
Nosodendron agaboides är en skalbaggsart som beskrevs av Champion 1923. Nosodendron agaboides ingår i släktet Nosodendron och familjen almsavbaggar. Inga underarter finns listade i Catalogue of Life.